# 桂文雀
桂 文雀（かつら ぶんじゃく）は、落語家の名跡。
- 上方桂文雀 - 後∶二代目桂扇枝
- 桂文雀 - 下記にて詳述
- 江戸桂文雀 - 後∶七代目橘家圓蔵
- 桂文雀 - 当代

桂 文雀（かつら ぶんじゃく、1869年1月10日 - 1939年5月16日）は、上方噺家。本名: 小宮山 健吉。享年70。

## 経歴
生まれは奈良、初め1892年頃に5代目笑福亭吾竹門下で吾遊を名乗る。翌年に初代桂扇枝門下で扇若。
1900年に西國坊明學門下で學丸を名乗った後師匠と決別し1902年に互楽派に加入し舌切亭すずめ。
最後1904年に2代目桂文團治門下で文雀となる。
新作落語を売り物とし、得意演目は自作の『長屋議会』など、他にも本人の作か不明だが『学校』というネタがあり売りにしていた、そのためか「田舎教師」とあだ名された。『長屋議会』はSPレコードを大正時代に吹き込んでいる。
若い頃は古典もやっていたらしく『口合小町』が得意だった。
晩年は吉本興業の事務員を務めた。
なお、この文雀以前にも、上方で文雀を名乗っていた落語家がいたとも言われており、元舌切亭すずめの文雀が2代目であるとする説もある。（2代目桂扇枝が短期間名乗った。）
ちなみに「舌切亭すずめ」という名は、襲名した当初からあまりに不評だったため、短期間で改名されている。（「舌」は噺家の命である。）